# Lac Bleu d'Ilhéou
Pour les articles homonymes, voir Lac Bleu et Ilhéou (homonymie).
Le lac Bleu d'Ilhéou (ou simplement lac d'Ilhéou) est un lac pyrénéen français situé administrativement dans les communes de Cauterets et d'Estaing  dans le département des Hautes-Pyrénées en région  Occitanie.

## Toponymie
Le nom Ilhéou laisse entendre le gascon ilhà « trouée » ou ilhà, anilhà, arrenilhà « faire l'irrintzina ».

## Géographie
Situé à 1 976 m d'altitude et d'une superficie de 11,3 ha, c'est le plus grand lac de la vallée d'Ilhéou, à l'ouest de Cauterets. Il est situé juste au-dessus du lac noir d'Ilhéou.

### Topographie
Il est entouré des pics de Nets (2 428 m), de Courounalas (2 566 m), Arrouy (2 785 m) et du Grand Barbat (2 813 m). Au nord-est du lac se trouve le refuge d'Ilhéou (1 988 m), gardé du 1er juin au 30 septembre. À l'ouest du lac, un sentier permet de rejoindre le col d'Ilhéou (2 242 m).
|                        | Cirque du Lys                |                        |
| Grand Barbat (2 813 m) | lac Bleu d'Ilhéou            | Pics de Nets (2 428 m) |
| Pic Arrouy (2 758 m)   | Pic de Courounalas (2 566 m) |                        |

## Protection environnementale
Le lac est situé dans le parc national des Pyrénées.

## Accès
Situé sur le GR10, le lac Bleu d'Ilhéou est facilement accessible depuis Cauterets. Une route permet de monter sur le plateau du Cambasque au pied de la télécabine du Courbet (1 341 m). Le GR10 ou un sentier tout terrain au choix permet ensuite de gagner le lac. Le sentier longe le gave d'Ilhéou. Noter la cascade d'Ilhéou. Le verrou dit Escala d'Ilhéou est le principal obstacle à passer.
Le lac d'Ilhéou est également accessible par la vallée du Marcadau (col de la Haugade, 2 378 m), par les crêtes du Lys (2 303 m) , accessibles en remontées mécaniques, et par la vallée d'Estaing (en passant par le col d'Ilhéou).

## Galerie d'images

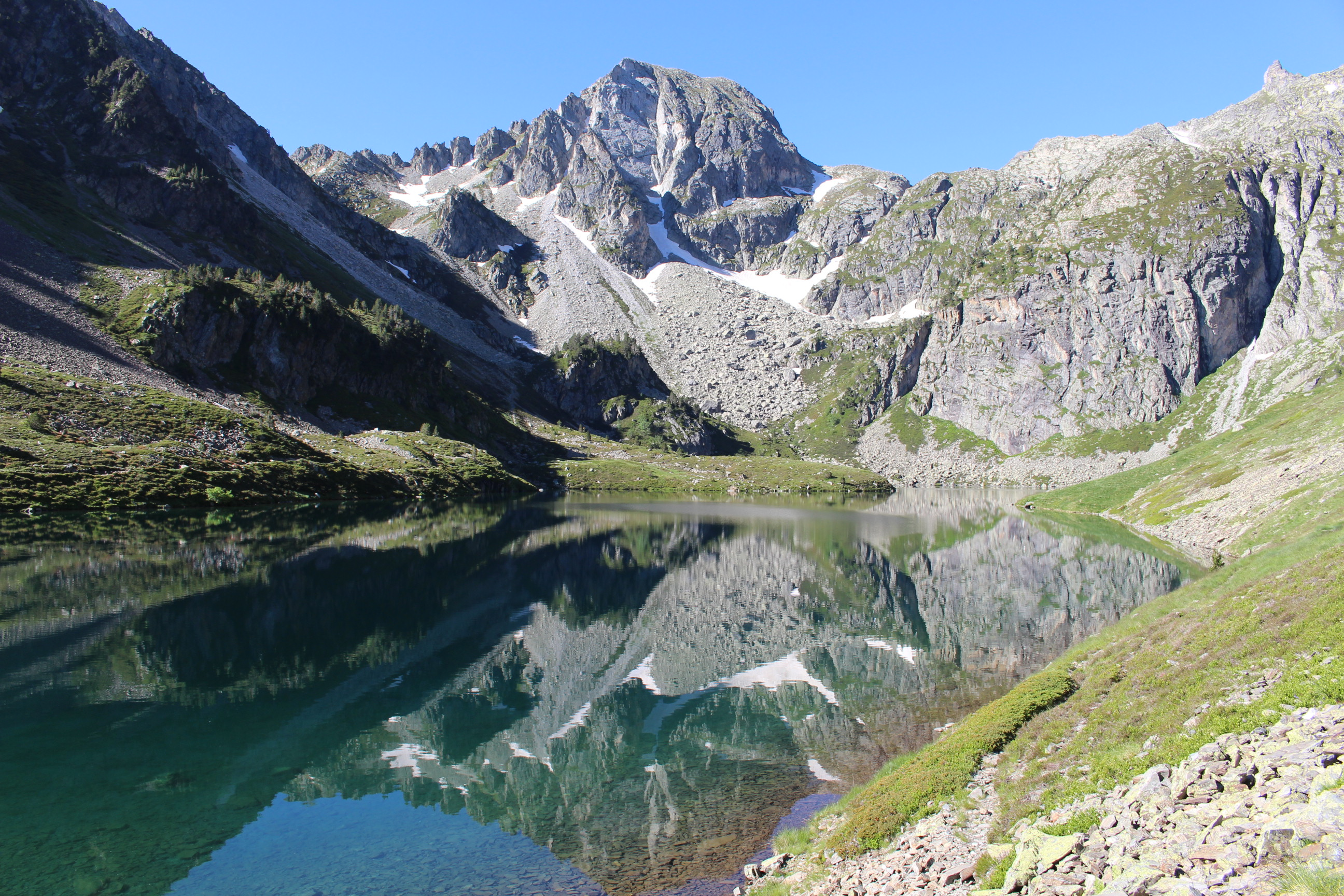
Vue sur le Pic de Courounalas.
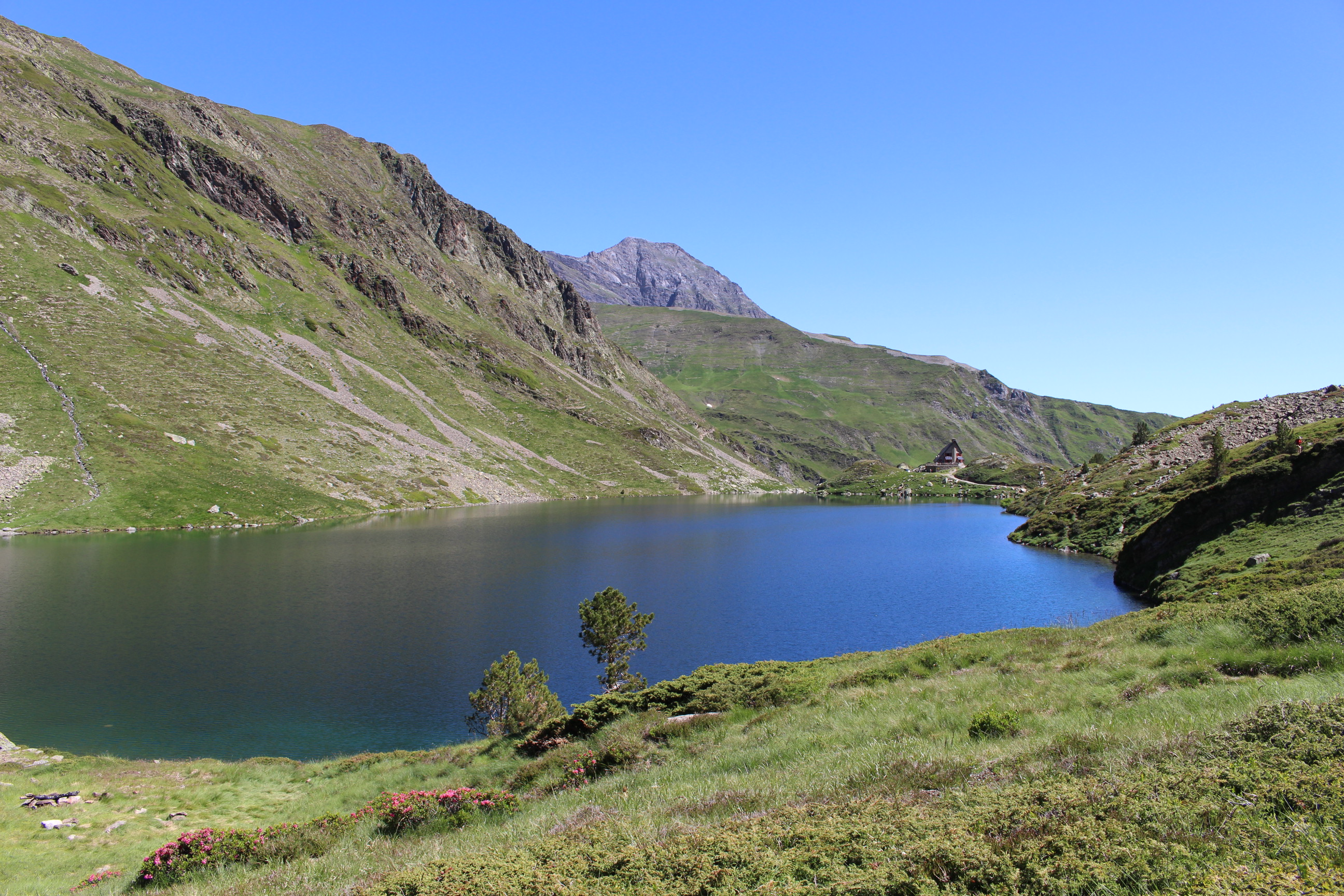
Vue sur le refuge d'Ilhéou.
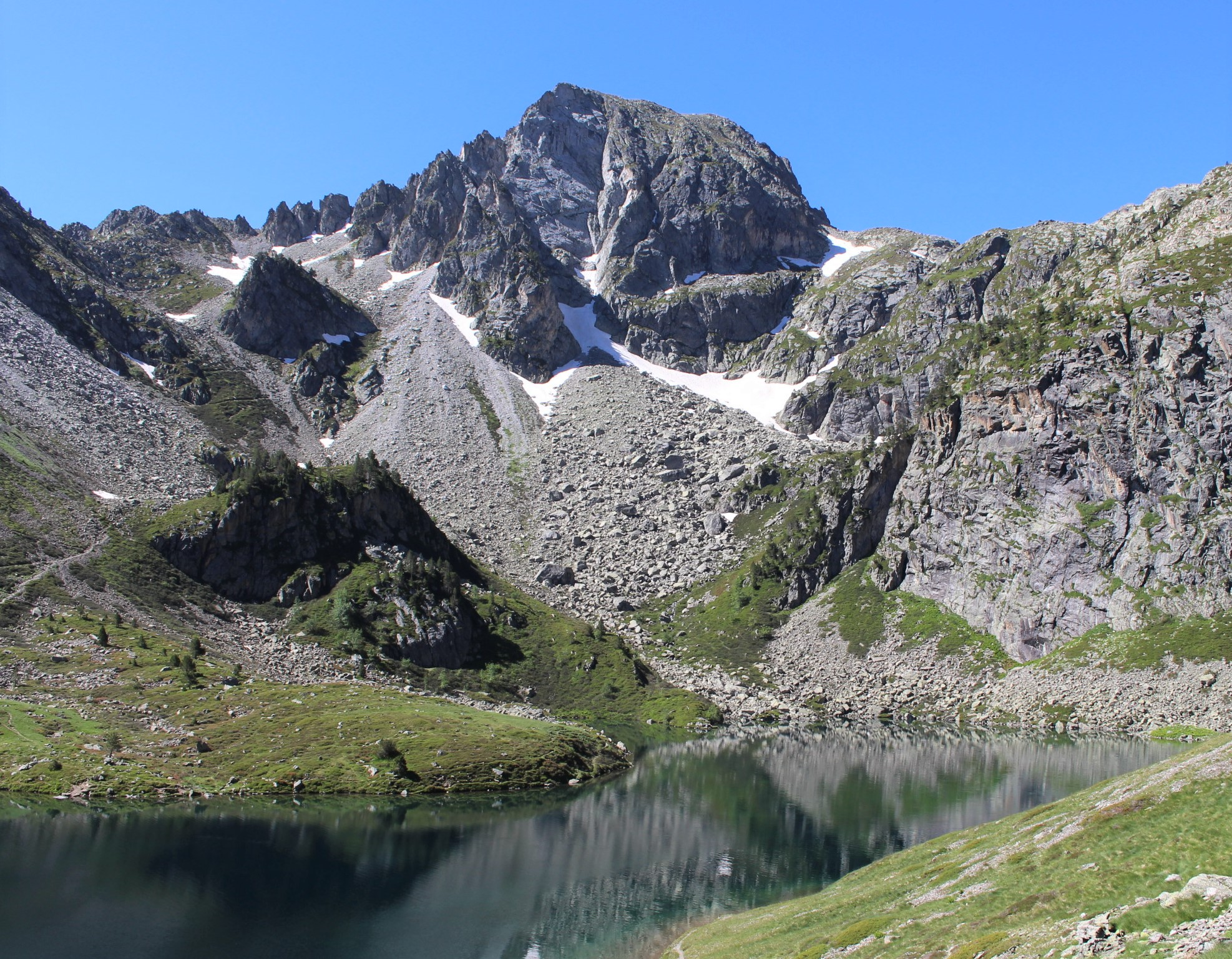
Vue du pic de Courounalas.